# Bretaña
Bretaña (en francés: Bretagne; en bretón: Breizh; en galó: Bertaèyn) es una de las trece regiones que, junto con los territorios de ultramar, conforman la República Francesa. Su capital y ciudad más poblada es Rennes. Está ubicada en el extremo oeste del país, limitando al norte con el canal de la Mancha, al noreste con Normandía, al sureste con Países del Loira, al sur con el golfo de Vizcaya (océano Atlántico) y al oeste con el mar Céltico (océano Atlántico). 
Con 27 208 km² es la tercera región menos extensa —por delante de Isla de Francia y Córcega, la menos extensa—, con 3 218 000 habs. en 2012, la cuarta menos poblada —por delante de Borgoña-Franco Condado, Centro-Valle de Loira y Córcega, la menos poblada— y con 118 hab/km², la cuarta más densamente poblada, por detrás de Isla de Francia, Alta Francia y Provenza-Alpes-Costa Azul.
Está formada por los departamentos de Finisterre, Costas de Armor, Morbihan y Ille y Vilaine. Desde el nacionalismo bretón se reivindica como territorio histórico bretón, además de la actual región de Bretaña, el departamento de Loira Atlántico, que perteneció a la Bretaña histórica y actualmente pertenece a la región de los Países del Loira. La reforma territorial de 2014 no afectó a la delimitación de la región, siendo una de las seis regiones metropolitanas que no cambiaron.

## Geografía

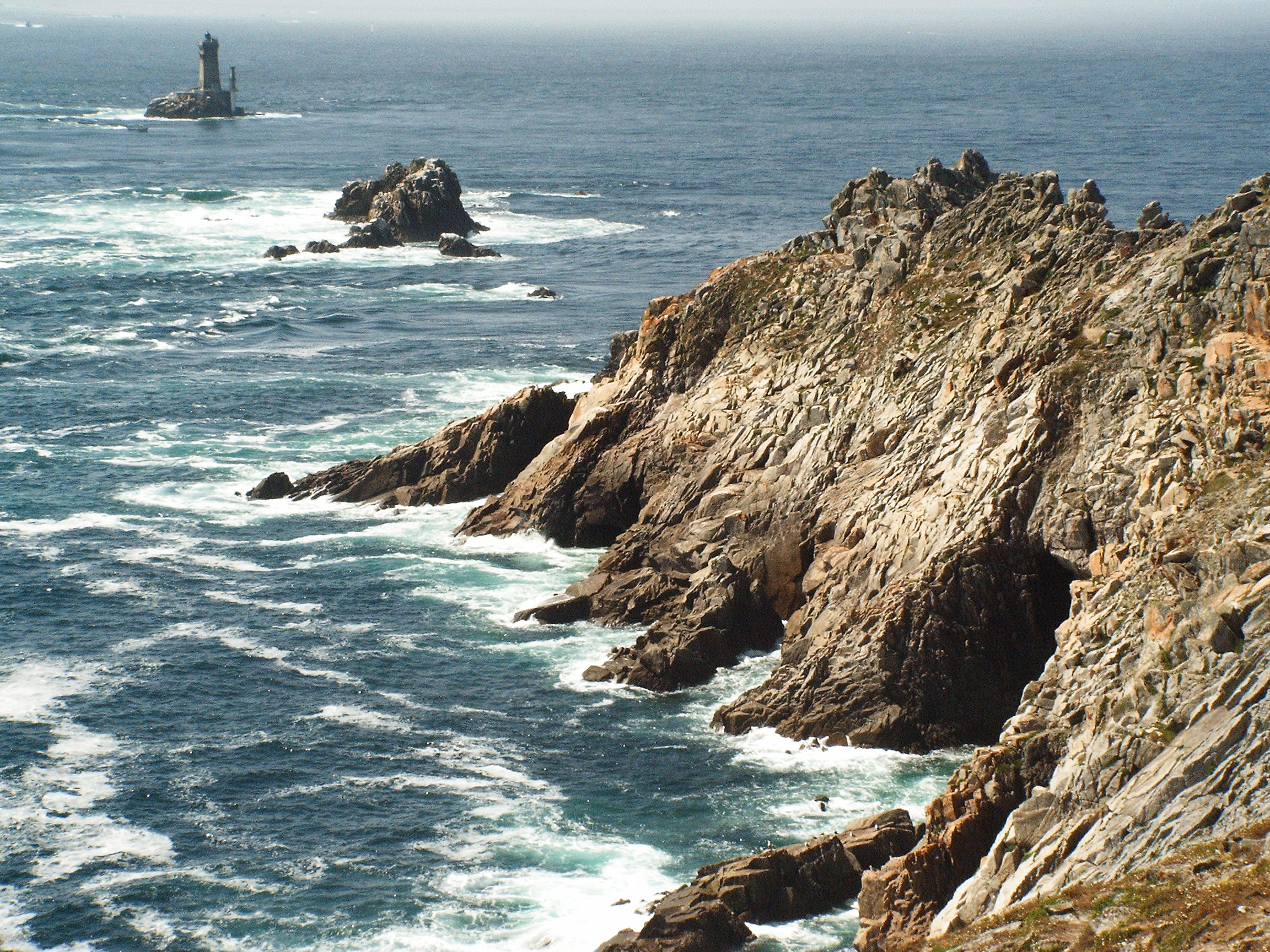
Pointe du Raz, Bretaña.

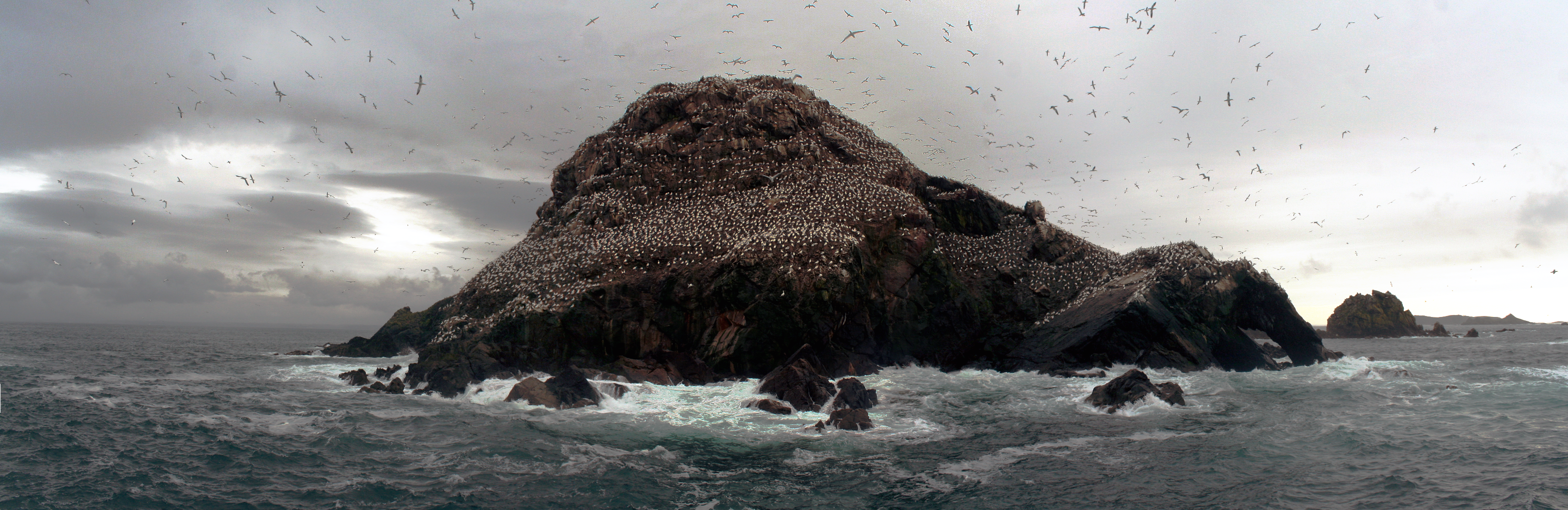
Panorámica de la reserva natural de las 7 Islas, con una colonia de alcatraces.

Con una superficie de 27 208 km², comprende la península que se extiende unos 240 km hasta el océano Atlántico entre el canal de la Mancha, al norte, y el golfo de Vizcaya, al sur.
Bretaña es una de las regiones francesas que más se beneficia de su mayor longitud de costas. Tradicionalmente, se han distinguido las regiones costeras (el Arvor, el litoral) de las regiones centrales (el Argoat, el bocage).
Aunque poco elevado, el relieve está por todas partes y es muy marcado en las zonas rocosas, y más suave en las zonas limosas del este y del sur.

### Población
Rennes es la capital administrativa e histórica de la región. Nantes, hoy en día capital de la región del País del Loira, fue la sede del poder ducal en el siglo XV pero no llegó a ostentar la capitalidad del ducado. Destacan igualmente por su población Vannes, Quimper, Brest, Lorient o Saint-Brieuc. La población bretona ascendía a 3.329.000 habitantes en 2019.

### Clima
Bretaña cuenta con un clima oceánico, templado, sobre todo a lo largo del litoral, con débiles diferencias de temperaturas entre el verano y el invierno. El viento de noroeste (noroît en francés, gwalarn en bretón) domina el norte. Las lluvias son frecuentes, pero de regular y alta intensidad. En una misma jornada, es normal que se alternen los claros y el cielo cubierto. La vegetación es abundante. En la antigüedad, Bretaña era una región de bocage; pero la reorganización de las parcelas en los años 60 (la concentración parcelaria) ha eliminado una gran parte de la vegetación que bordeaba los campos.

## Historia
La historia de Bretaña comienza con un poblamiento cuyas trazas se remontan a la prehistoria, desde hace 7000 años. El período neolítico, que comienza en estas regiones alrededor de 5000 a. C., está marcado por el desarrollo de un importante megalitismo que se manifiesta en sitios como el cairn de Barnenez, el cairn de Gavrinis, la mesa de los mercaderes de Locmariaquer o los alineamientos de Carnac. En el curso de su protohistoria, que comienza hacia la mitad del III milenio a. C., el subsuelo rico en estaño permitió el surgimiento de una industria que produjo objetos de bronce, así como también circuitos comerciales de exportación hacia otras partes de Europa.
Durante los siglos que precedieron a nuestra era estuvo habitada por cinco pueblos galos—osismos, coriosolites, redones, vénetos y námnetes— antes de que esos territorios fueran conquistados por Julio César en el 57 a. C., y después progresivamente romanizados. La región, parte de la Galia, quedó bajo administración de la provincia de Gallia Lugdunensis con capital en Lugdunum, siendo cada uno de los cinco pueblos agrupados en las civitates romanas de Carhaix, Alet, Rennes, Vannes y Nantes.
Tras la reforma territorial de Diocleciano, estas civitates fueron incluidas en la diócesis de Tréveris, provincia de Lugdunensis tertia, con capital en Tours. La difusión del cristianismo, iniciada a partir del siglo III en la civitas de Nantes (martirio de Donaciano y Rogaciano, conocidos como los niños de Nantes, en torno a 285) era, hacia el siglo V, limitada fuera de las ciudades, pero cada una de las civitates contaba con un obispo propio, la sede arzobispal (o : metrópolis) estaba en la capital provincial, Tours.
Formando parte de la Armórica durante el periodo galorromano, vio el desarrollo de un importante comercio marítimo en torno a los puertos de Nantes, Vannes y Alet, así como plantas de salazón a lo largo de sus costas. Cuando el poder romano conoció las crisis de los siglos III al V, los primeros bretones insulares fueron llamados por el poder imperial para ayudar a proteger su territorio. Desde el siglo IV, soldados procedentes de la Britania romana ya habían sido transferidos a la Galia, particularmente en el año 383 con la expedición del usurpador Magno Clemente Máximo. Este episodio histórico fue más tarde interpretado en la leyenda de Conan Meriadec, contada por Godofredo de Monmouth en el siglo XII. Dio así comienzo un movimiento migratorio que continuó hasta el siglo VI —huyendo de las islas británicas invadidas por los anglosajones— y dio nacimiento a varios reinos en la península: la Cornualles (Kerne) formada por los Cornovii originarios de la Cornualles británica (Kernow) y Domnonia formada por los Dumnonii originarios de Devon; la Domnonia se extendía a norte de Armórica, entre Dol y la isla de Ouessant. Para entonces, los visigodos se habían instalado en las regiones meridionales de Galia, al sur del río Loira. Parte de Armórica formó parte del reino romano de Siagrio, hasta su sometimiento por los francos de Clodoveo I en el 486.
Para prevenir las incursiones bretonas, el vecino reino de los francos creó una marca de Bretaña incorporando el condado de Rennes y el de Nantes. Los merovingios y después los carolingios intentaron desde el siglo VI al VIII integrar esta región en el reino franco, con un éxito limitado y efímero.
La unidad de la región bajo la forma de reino de Bretaña se hizo en 851 con el rey Erispoe, hijo de Nominoë, pero no perduró debido a las disputas de sucesión e incursiones de los vikingos. Desde 939, un ducado de Bretaña tomó su lugar en las fronteras casi definitivas, administradas por los duques de casas bretonas de 939 a 1166, antes de que cayese en la esfera de influencia de los Plantagenet y los Capetos. La Guerra de Sucesión de Bretaña vio enfrentarse desde 1341 hasta 1364, en el contexto de la Guerra de los Cien Años, diferentes facciones que lucharon por apropiarse del ducado. Un poder autónomo surgió entonces durante los siglos XIV y XV, lo que condujo a una política de independencia vis-à-vis del reino de Francia pero que finalmente resultó en la unión de Bretaña a Francia en 1532.
La provincia bretona integrada en el reino francés conservó una relativa autonomía, beneficiándose de sus propias instituciones. Después de un período de fuerte crecimiento económico y demográfico en los siglos XVI y XVII gracias a la nueva paz, Bretaña conoció más tiempos difíciles desde finales del siglo XVII hasta la Revolución Francesa en 1789. La provincia fue disuelta en 1790 y su territorio dividido entre los cinco departamentos de Côtes-du-Nord, Finistère, Ille-et-Vilaine, Loire-inférieure y Morbihan.

## Economía
La economía de Bretaña se inclina hacia la agricultura y la industria agroalimentaria, el turismo en el litoral, y algunos centros industriales y tecnológicos avanzados (Rennes, Lannion).

## Lengua

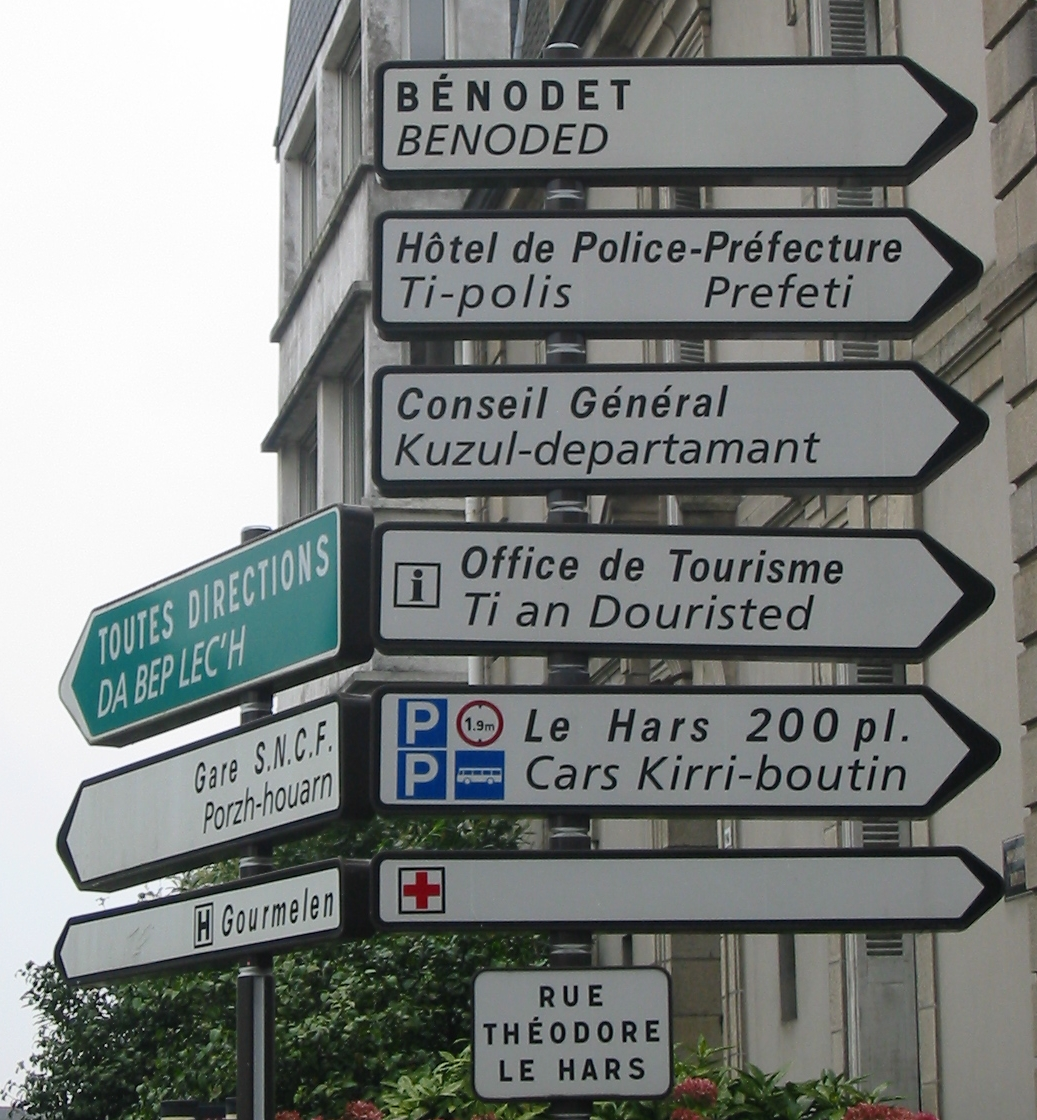
Señalamientos viales bilingües en Quimper

En Bretaña se hablan tres lenguas: el francés (idioma oficial); el bretón (una lengua celta), y el galó (lengua romance perteneciente a la familia lingüística de las lenguas de oïl, a la cual también pertenece el francés).
En junio de 2010 tuvo lugar en Locarn un coloquio internacional sobre el futuro de la política lingüística en Bretaña, incluyendo el análisis de la importancia del idioma bretón en este contexto.
Las políticas gubernamentales en los siglos XIX y XX hacen obligatoria la educación exclusiva en idioma francés, y al mismo tiempo, se prohibió el uso del bretón en la enseñanza y los medios de comunicación para acercar a los no francófonos a la adopción de la lengua francesa. 
Durante la década de 1970, las escuelas de bretón fueron reabiertas y las autoridades locales comenzaron a promover la lengua, que estaba al borde de la extinción, debido a que la mayoría de los padres habían dejado de enseñar a sus hijos el idioma.
Después de una disminución desde más de un millón de hablantes en 1950 a unos 200 000 en la primera década del siglo XXI, el bretón se clasifica como en peligro grave por el Atlas interactivo Unesco de las lenguas en peligro en el mundo.

## Patrimonio arquitectónico

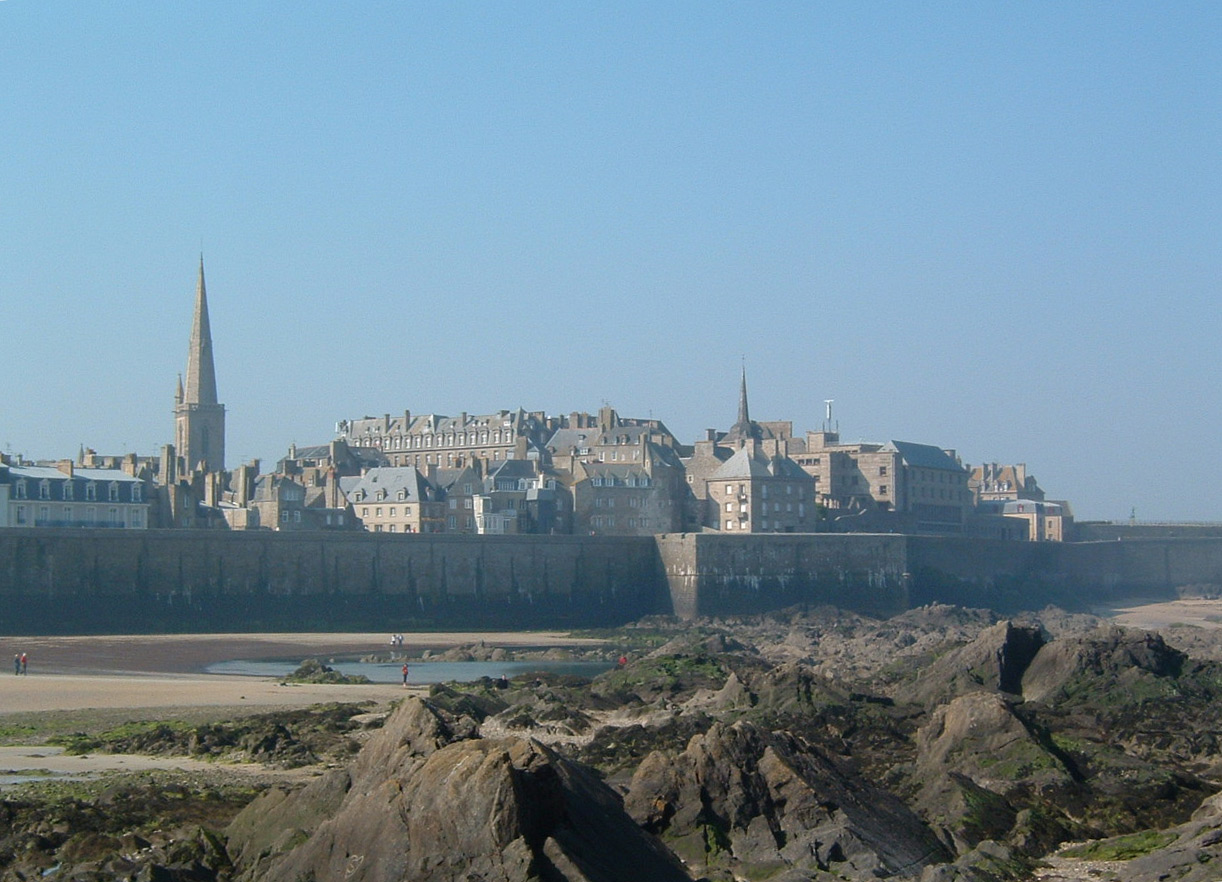
Saint-Malo.

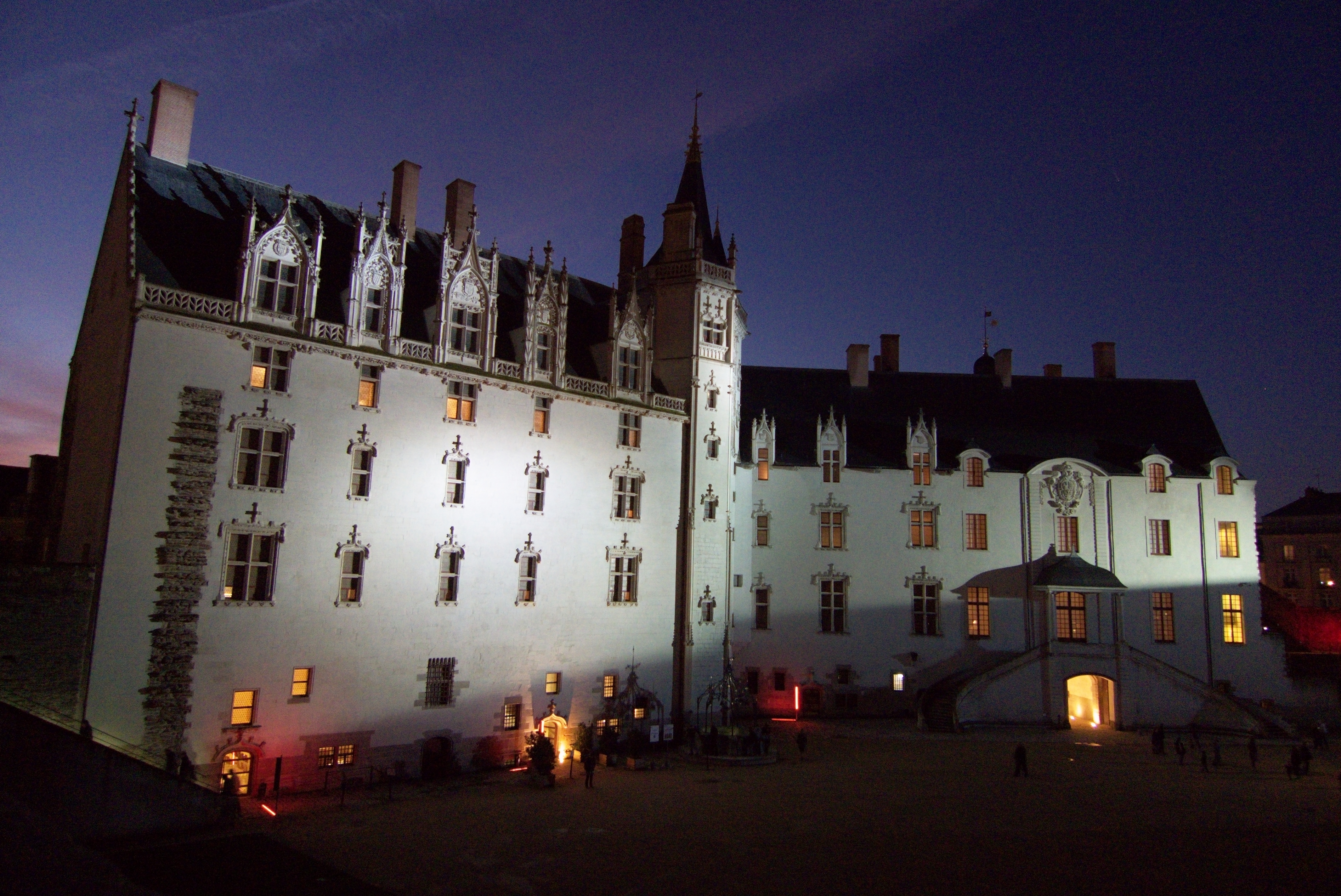
Castillo de los duques de Bretaña, Nantes.

### Una tradición urbana
Bretaña, país de marineros y campesinos, es también conocida por su tradición urbana, cuyo origen se remonta al siglo XI y, en el caso de algunas ciudades a la Antigüedad. Se distinguen cuatro tipos de ciudades:
Ciudades de origen romano: como Rennes o Vannes.
Ciudades religiosas: nacidas alrededor de los monasterios fundados en la Alta Edad Media.
Ciudades feudales: fundadas cerca de un castillo en el que vivían señores, monjes y artesanos.
Ciudades costeras: nacidas con el comercio marítimo.
Todas estas ciudades florecieron hasta finales del siglo XVII con el auge de la industria textil. Hoy estas ciudades representan una parte importante de la riqueza del patrimonio arquitectónico bretón.
Las Ciudades de Arte se agrupan siguiendo criterios geográficos históricos: Marches de Bretagne, Vannetais, Pays Gallo, Cornouaille, Léon y Trégor. Dichas ciudades organizan con regularidad fiestas medievales, espectáculos de luz y sonido o iluminaciones espectaculares de su patrimonio, así como festivales tradicionales de cultura bretona o de creación. El patrimonio de muchas ciudades bretonas (Nantes, Lorient, Brest, Saint-Malo) fue gravemente afectado por los bombardeos aliados que acompañaron el desembarco de Normandía durante la Segunda Guerra Mundial.

### Ciudades de Arte e Historia
Las Ciudades de Arte e Historia son diez: Concarneau, Dinan, Fougères, Nantes, Quimper, Rennes, Vannes y Vitré. Están reunidas en la Unión de Ciudades de Arte e Historia y Ciudades Históricas de Bretaña y se han comprometido a conservar y enriquecer su patrimonio arquitectónico y cultural. Para animarlo, se celebran actividades turísticas y culturales relacionadas con la historia y la riqueza artística de los municipios.

### Ciudades Históricas
La Unión de Arte e Historia también reúne en su seno las Ciudades Históricas: Auray, Saint-Malo, Chateaubriant, Dol-de-Bretagne, Hennebont, Lamballe, Landerneau, Lannion, Pontivy, Port-Louis, Pont-l'Abbé, Quimperlé, Redon y Saint-Pol-de-Léon. Estas ciudades que aún no han obtenido este nivel, poseen un patrimonio urbano bien conservado.

### Pequeños pueblos con carácter
Los pequeños pueblos con carácter son aquellos donde la actividad comercial, administrativa o artesanal desapareció o cayó en declive con la Revolución Industrial. Estos municipios rurales poseen un patrimonio arquitectónico cuyo casco antiguo agrupa un conjunto de construcciones antiguas y donde se pretende mantener, valorizar y animar dicho patrimonio. Actualmente son 19: Bécherel, Châteaugiron, Châtelaudren, Combourg, Guerlesquin, Josselin, Jugon-les-Lacs, La Roche Bernard, Le Faou, Lizio, Locronan, Malestroit, Moncontour, Pont-Croix, Portrieux, Quintin, Rochefort-en-Terre, Roscoff y Tréguier.

## Gastronomía
La cocina bretona acusa la fuerte influencia tanto de su extenso litoral marítimo como de las tierras del interior.
- Entre los productos del mar destaca el marisco -mejillones, vieiras, ostras, etc-, con un gran número de restaurantes especializados que acceden a la materia prima fresca directamente a través de los productores. La presencia del mar ha llevado igualmente al desarrollo histórico de una industria conservera que ha sabido adaptarse a los nuevos tiempos y orientarse hacia la creación de conservas de alta calidad.

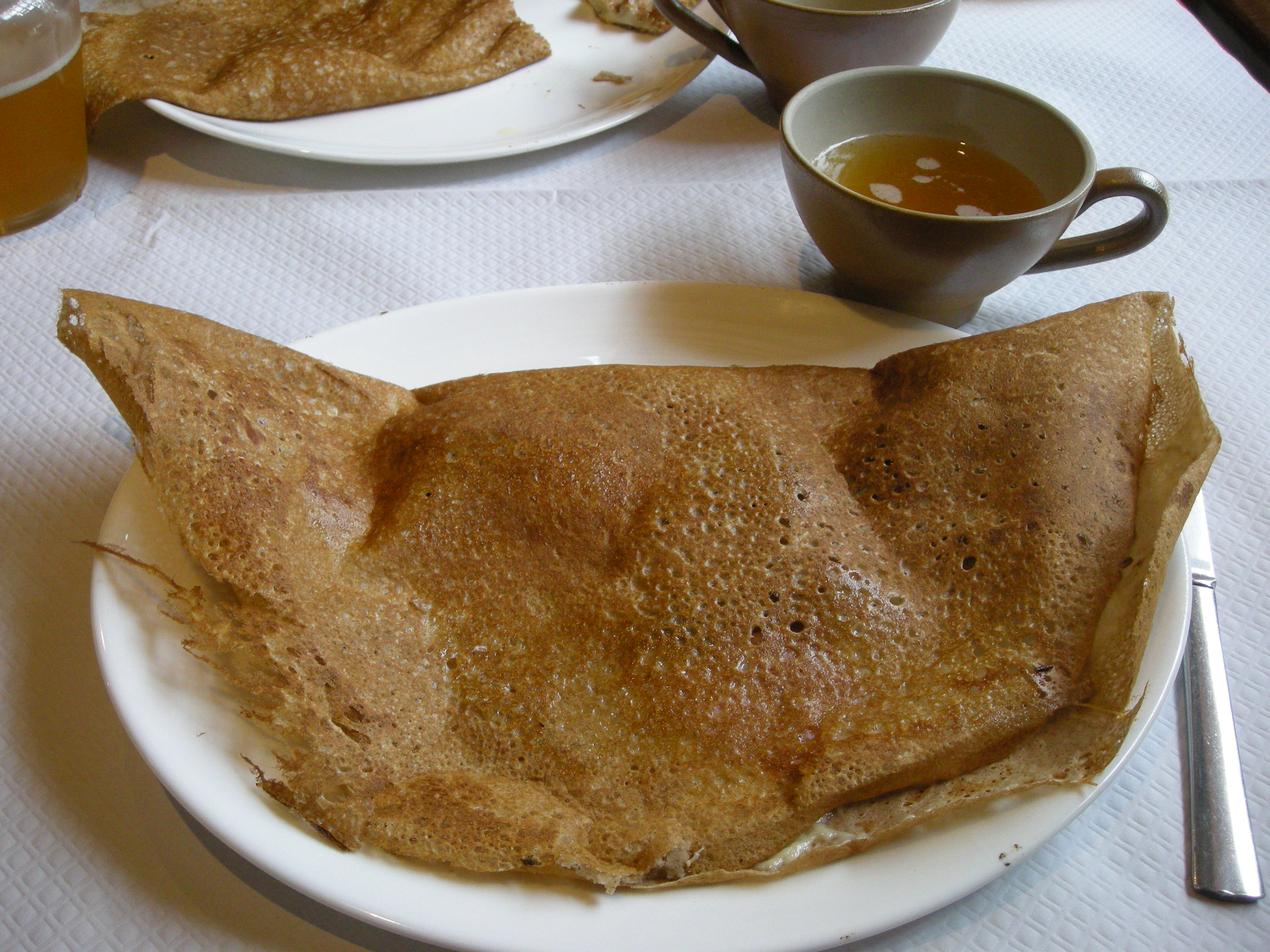
Galette acompañada de sidra.

- Por toda la región existe un gran número de creperías que sirven dos de los platos más característicos de la cocina bretona, las "galettes" y los crêpes. Si los segundos pertenecen a la categoría de postres, las "galettes" suelen formar el plato principal y al modo de las pizzas, permiten añadir cualquier tipo de ingrediente sobre una fina base hecha a base de harina de trigo sarraceno (con una característica tonalidad oscura).

- La fuerte importancia del sector de la horticultura en la región también se refleja en la cocina bretona, que incorpora verduras (alcachofa, lechugas, coliflores) y frutas como las exquisitas fresas de Plougastel.

- En materia de embutidos destacan las "andouilles" de Guémené, a base de tripas de cerdo y de sabor fuerte y característico.

- Entre los postres, además de los mencionados crepes, destacan el "kouign amann", el "far bretón" y varios tipos de galletas y pastas, así como los caramelos de mantequilla salada. Kouign-amann de Douarnenez.

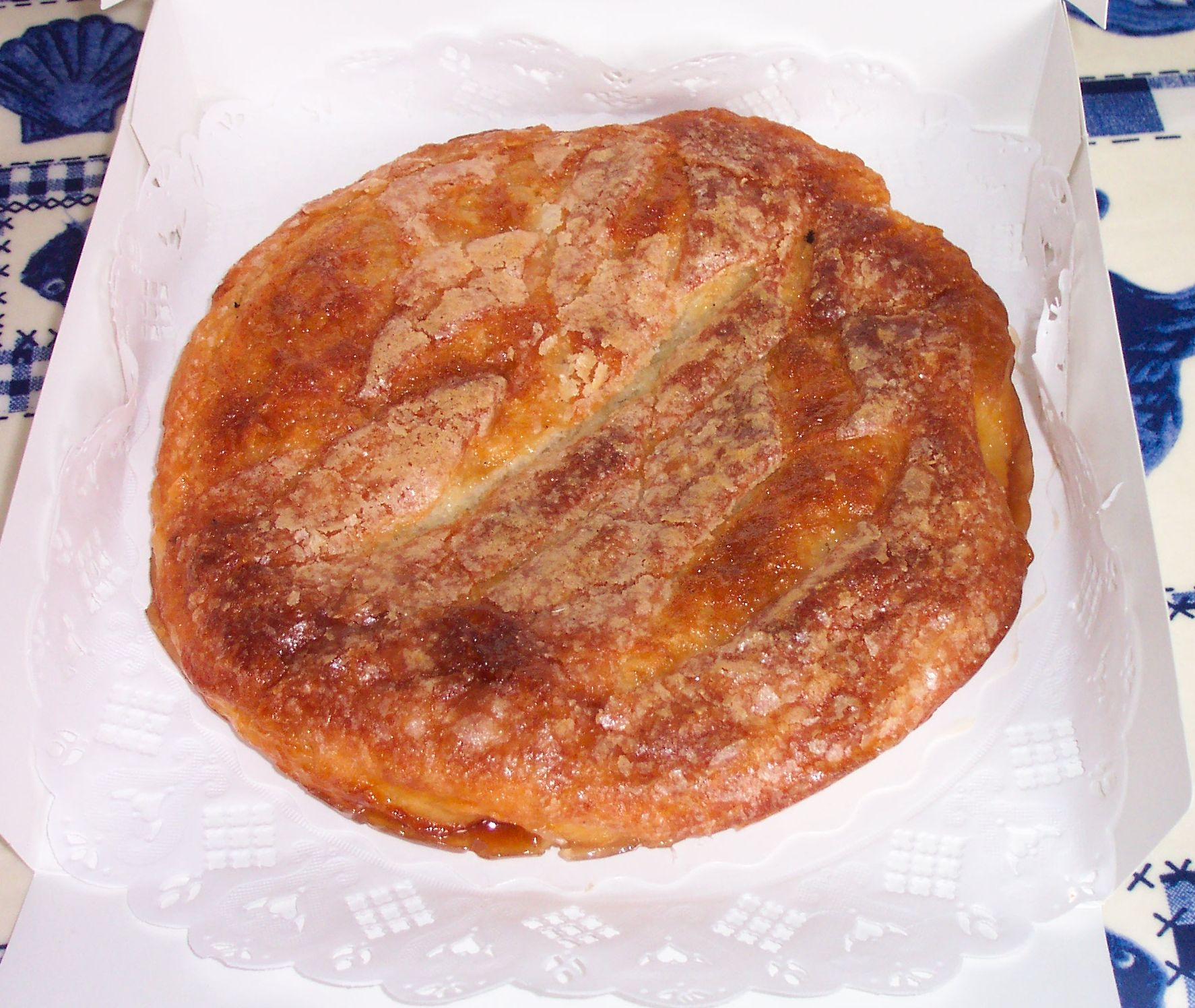
Kouign-amann de Douarnenez.

- En materias de bebidas alcohólicas destaca la sidra como bebida tradicional, existiendo decenas de marcas y de productores locales, pero también el "chouchenn", una bebida similar al hidromiel. En los últimos años se han consolidado una buena serie de pequeños productores de cervezas.

### Las denominaciones de origen
- La sidra de Cornouaille es la primera en haber alcanzado el sello A.O.C. (Denominación de Origen Controlada). Se trata de una revolución en la historia de las bebidas tradicionales bretonas, así como la consagración de un producto artesanal, elaborado con la mayor garantía de calidad y autenticidad.

- El pommeau de Bretaña consigue la Denominación de Origen controlada en julio de 1997. Al igual que Cornouaille AOC, el Decreto del 31 de mayo de 1997, relativo a la Denominación de Origen Controlada Pommeau de Bretagne, regula su producción a lo largo de toda la cadena de fabricación.

## Cultura

### Música y danza

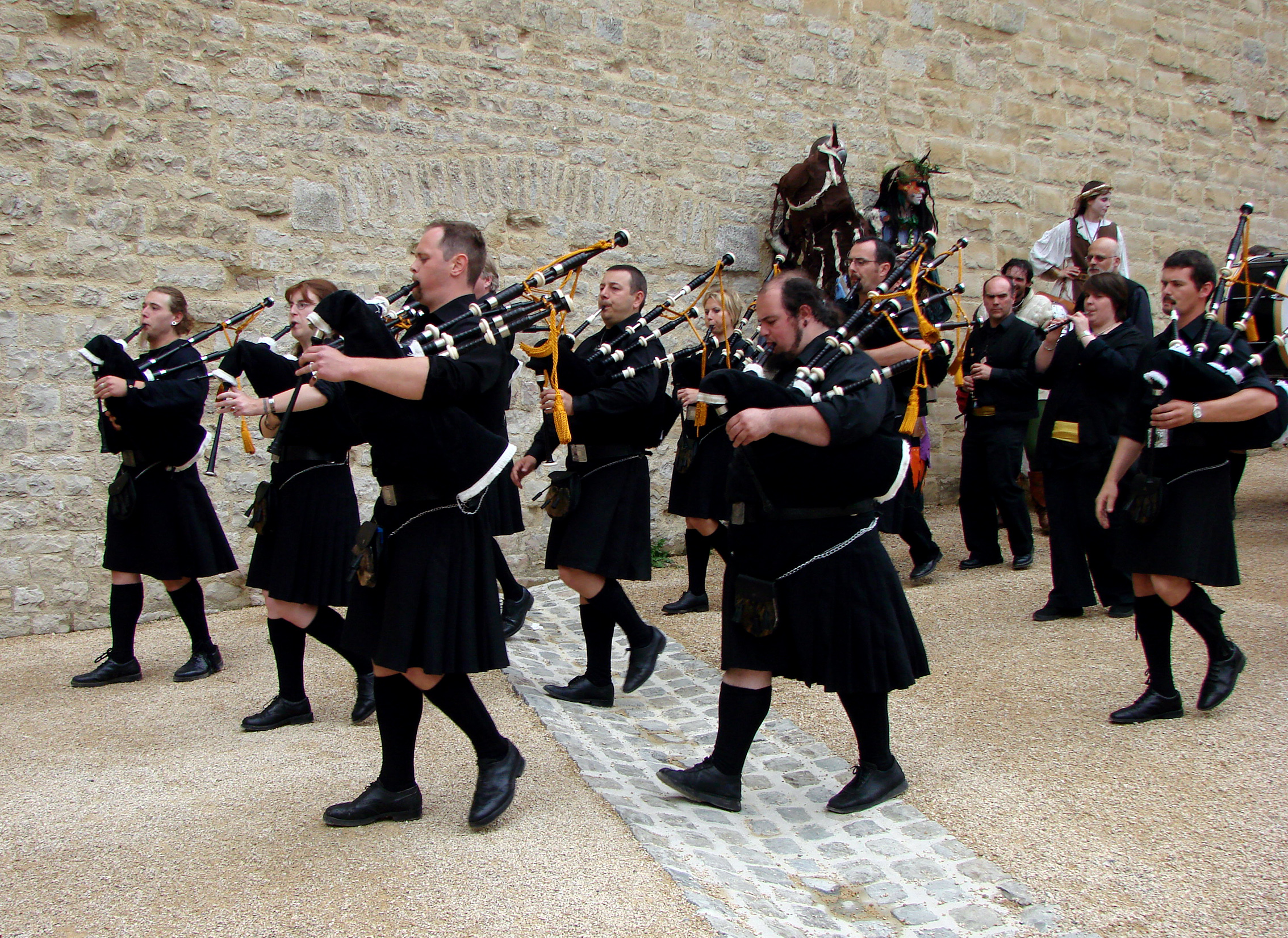
Bagad Arduinn Sedan.

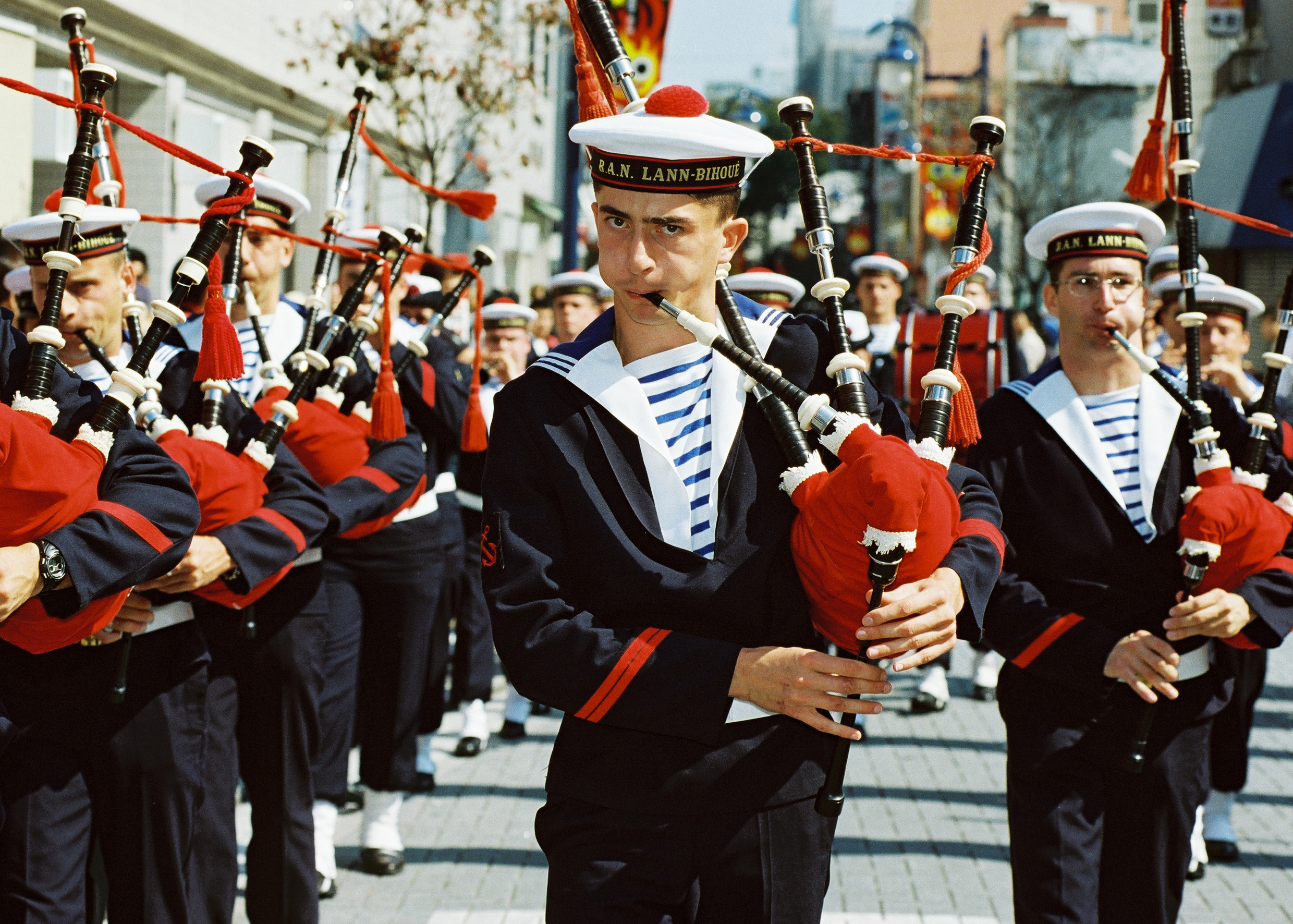
Bagad de Lann-Bihoué.

La música es hoy el aspecto más visible de la cultura bretona, gracias al trabajo y creatividad de sus músicos y a los numerosos festivales que se celebran, como los llamados festoù-noz o "fiestas de noche" y el Festival Intercéltico de Lorient.
Los bagadoù o bandas de gaitas bretonas: su formación se inspira en las bandas escocesas y son de origen relativamente reciente (la primera surgió en 1947 en Carhaix). Son un elemento importante de la música bretona, conservando y renovando el patrimonio musical tradicional. Compiten y se clasifican en un evento anual, con excepción del bagad de Lann-Bihoué que pertenece a la Marina francesa.
En la tradición vocal se destacan dos formas: el kan ha diskan ("canto-descanto", o "canto-contracanto") y la gwerz.

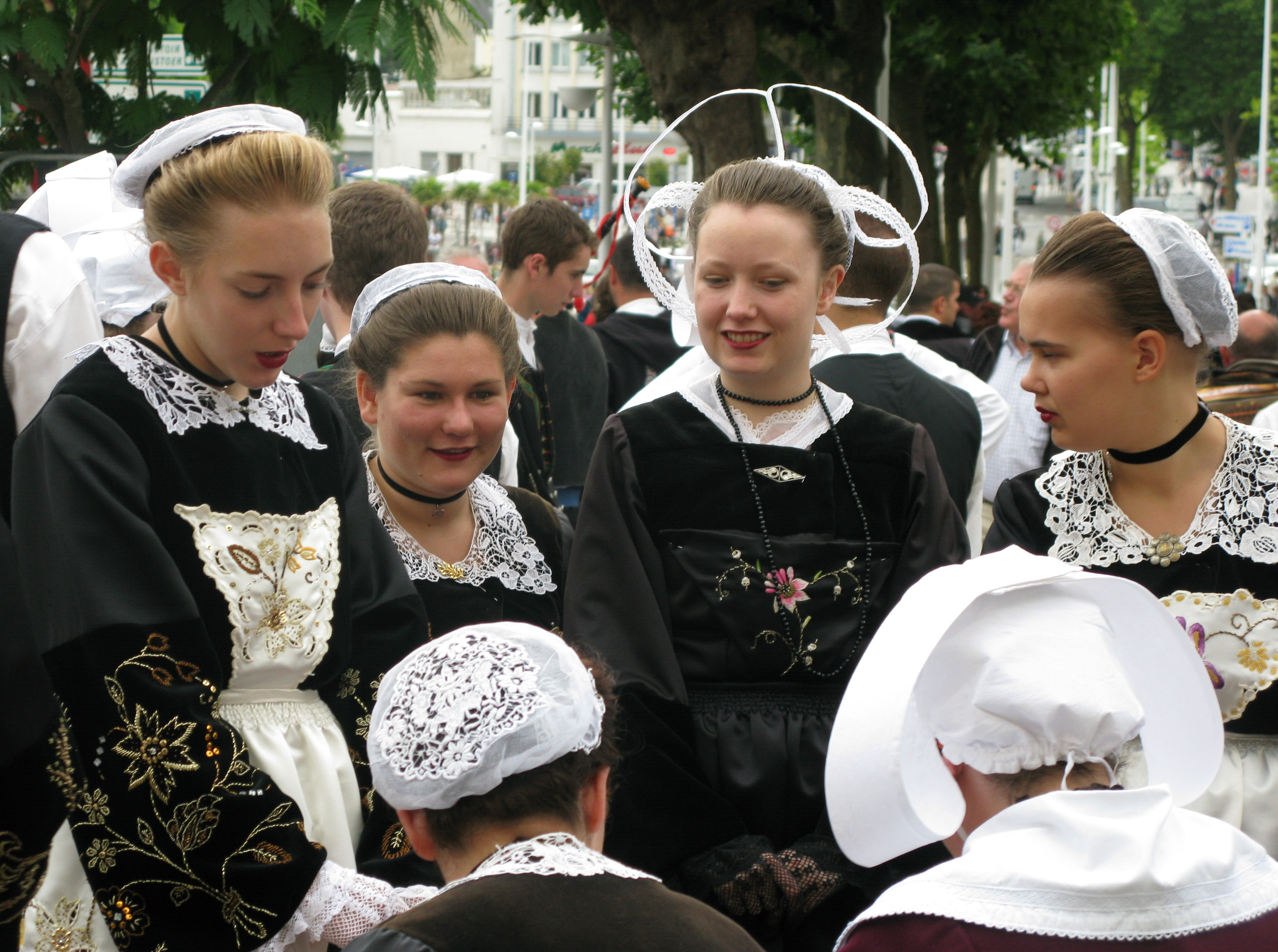
Trajes regionales de varias localidades.

El kan ha diskan es un tipo de canto responsivo en el que participan dos o (en raras ocasiones) más intérpretes. Uno de ellos entona la primera estrofa del canto, su compañero entona la segunda estrofa (o una repetición de la primera), el intérprete que cantó en primer lugar entona la siguiente estrofa y así sucesivamente, alternándose. 
Un rasgo único del kan ha diskan es que cada nueva estrofa es cantada empezando por el último verso o palabra de la estrofa anterior, siendo este verso o palabra cantado por ambos intérpretes simultáneamente, lo que imprime a este estilo un ritmo particular. Es muy común en el kan ha diskan la recurrencia a expresiones sin significado (tralalalaleno), como ocurre igualmente en otras tradiciones populares.
Por el contrario, la gwerz (traducible como "balada" o "romance") es un tipo de canto narrativo, lento y solemne cuyas letras suelen versar sobre hechos tristes o dramáticos. Las gwerz no poseen estribillo (ninguna estrofa se repite) y algunas son muy largas.
El esquema de canto y respuesta propio del kan ha diskan aparece también en el dúo de biniou (gaita bretona) y bombarda (un caramillo u oboe rústico), los dos instrumentos más representativos de la región. La moda celta ha popularizado la gran gaita escocesa, pero sin llegar a reemplazar a la cornamusa vernácula.

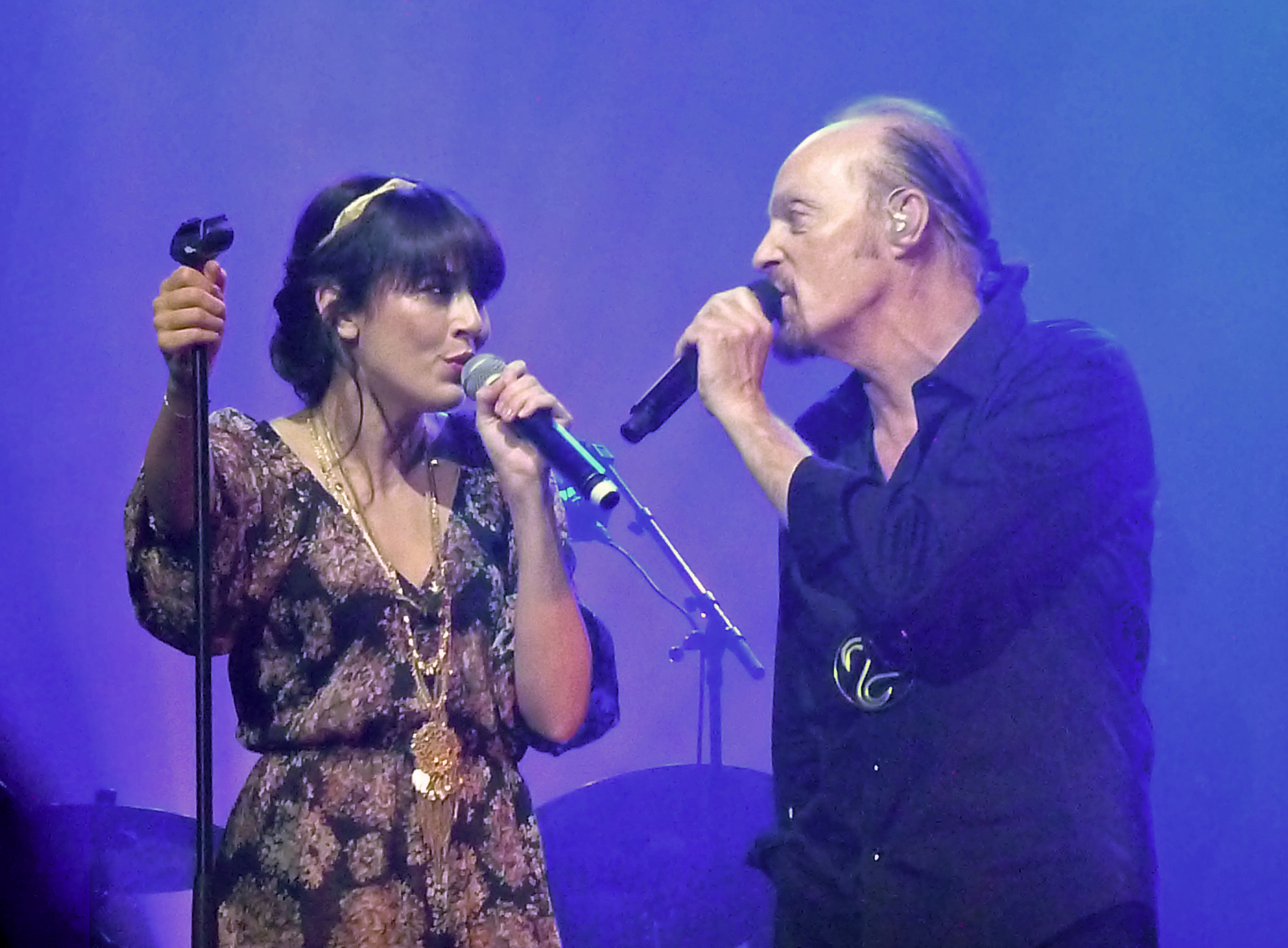
Nolwenn Leroy y Alan Stivell (2012)

La música bretona se transformó considerablemente durante la segunda mitad del siglo XX, adaptando melodías y sonidos tradicionales a estilos contemporáneos y mezclándose con otras tradiciones folklóricas. Su modernización, así como su difusión fuera de Bretaña, empezó en los años 1960 gracias a Alan Stivell. Stivell y sus sucesores musicales (como Gwendal o Stone Age), y otros músicos como Dan Ar Braz o Nolwenn Leroy, han recibido elogios por ello, aunque también críticas de quienes piensan que su acercamiento a los esquemas y sonoridades propios de las islas británicas no revive, sino que desvirtúa el carácter de la auténtica tradición bretona.
La danza tradicional bretona también se mantiene viva y recientemente ha evolucionado desde una práctica exclusivamente popular hacia espectáculos profesionales cada vez más complejos.
- Véase: Anexo:Música bretona

### Trajes tradicionales
Bretaña ha conservado una gran variedad de trajes regionales que identifican cada región y pueblo, y que las mujeres mayores siguieron llevando hasta principios de los años 1970. Según un dicho bretón, en Bretaña hay "cien países y cien modas" (Kant bro, kant giz). En el siglo XXI solo se visten con motivo de festejos (procesiones, desfiles y fiestas folklóricas). Los trajes femeninos destacan por la gran variedad de los tocados realizados en encaje blanco, que tradicionalmente servía para recoger y ocultar el pelo.

### Deporte
El principal equipo de fútbol de la región es el Rennes, que ha jugado más de cincuenta temporadas en la primera división. Lorient ascendió a primera división por primera vez en la década de 1970, en tanto que Guingamp y Lorient lo lograron en la década de 1990. El otro equipo profesional destacado de la región es el Cesson-Rennes de balonmano.